# 1638

Nya Sverige

Het jaar 1638 is het 38e jaar in de 17e eeuw volgens de christelijke jaartelling.

## Gebeurtenissen
januari
- 3 - Opening van de Amsterdamsche Schouwburg met de Ghijsbrecht van Aemstel van Vondel.

februari
- 28 - Het Schotse Covenant wordt  aanvaard in Greyfriars' Kirk door de Schotse edelen.

maart
- maart - Zweedse kolonisten onder leiding van Peter Minuit arriveren in wat nu Wilmington is en roepen de westoever van de Delaware River uit tot Nieuw-Zweden.

april
- april - Mislukte belegering van Salvador door Johan Maurits van Nassau-Siegen.

juni
- 20 - De Slag bij Kallo kadert in een poging van het Staatse leger om Antwerpen te omsingelen. Willem van Nassau-Siegen poogt het fort bij verrassing te nemen. Landvoogd Ferdinand van Oostenrijk weet echter met een in der haast verzameld leger het sterkere Staatse leger op de vlucht te jagen. Het ideaal om de Nederlanden nog te verenigen is intussen verlaten.
- juni - In de Spaans-Franse Oorlog wordt de Spaanse stad Hondarribia belegerd door een Frans leger van 17.000 man onder bevel van prins Hendrik II van Bourbon-Condé en ondersteund door een Franse vloot. Het garnizoen van de stad weigert zich over te geven ondanks zware bombardementen die de stad in puin leggen.

juli
- 20 - In Maastricht worden de laatste twee van de negen veroordeelden voor het verraad van Maastricht onthoofd.
- 27 - Willem Hendrik van Nassau's poging om Antwerpen te veroveren is tevergeefs. In de schorren en slikken tussen Kallo en Liefkenshoek lijdt de Staatse opperbevelhebber zware verliezen en hij trekt zijn legers terug. In het zuiden boeken de Fransen al evenmin succes, dankzij keizerlijk bevelhebber Ottavio Piccolomini.

augustus
- augustus - Bij zijn veldtocht tegen Gelderland moet Frederik Hendrik opnieuw het onderspit delven tegen het door de prins-gemaal aangevoerd toegesneld leger.

september
- 1 tot 5 - De Franse koningin-moeder Maria de' Medici wordt met grote luister door de stad Amsterdam ontvangen. Tijdens haar verblijf in het Prinsenhof worden tal van festiviteiten georganiseerd.
- september De belegerde Spaanse stad Hondarribia wordt ontzet door een Spaans leger onder bevel van hertog Juan Alfonso Enríquez de Cabrera.

zonder datum
- Sulinya Vongsa volgt zijn neef Visai op als 28e koning van Lan Xang.
- Naar aanleiding van de pestepidemie van 1635 wordt de Medicinalen Cruythoff in Amsterdam opgericht om geneeskrachtige planten te kweken.

## Muziek
- Publicatie van het Achtste Boek Madrigalen (Madrigali guerrieri et amorosi) van Claudio Monteverdi

## Beeldende kunst

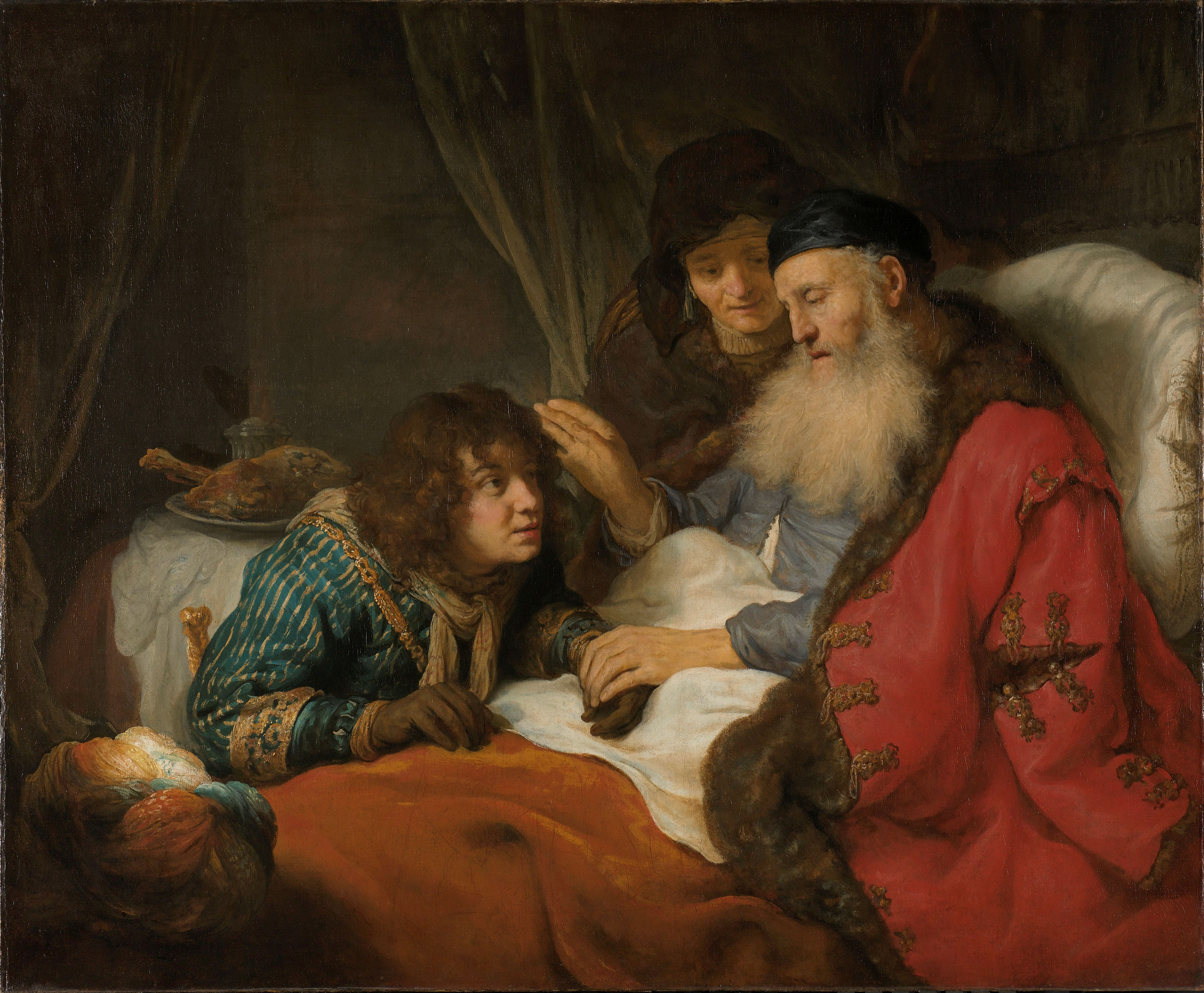
Isaak zegent Jacob Govert Flinck, Rijksmuseum Amsterdam
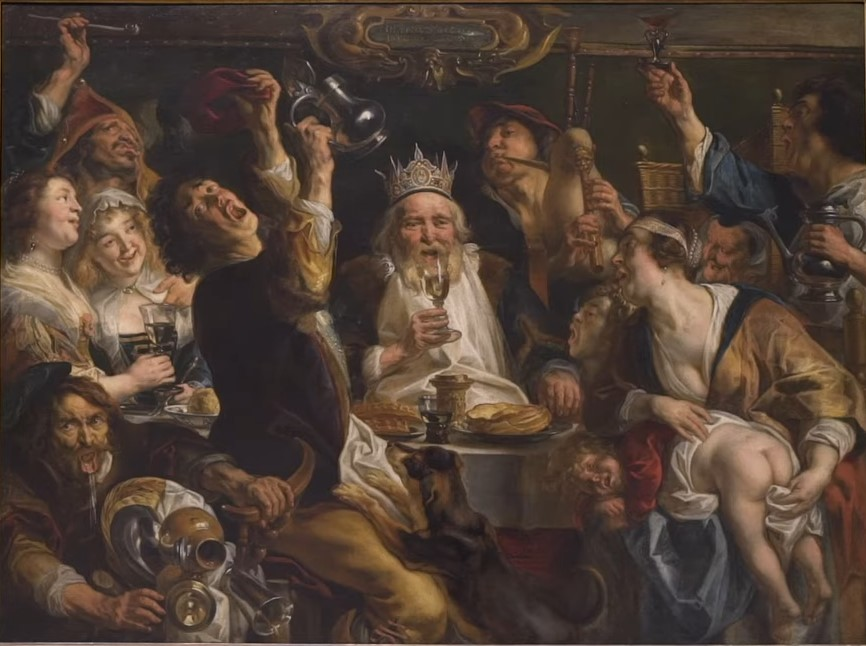
De koning drinkt Jacob Jordaens

## Bouwkunst

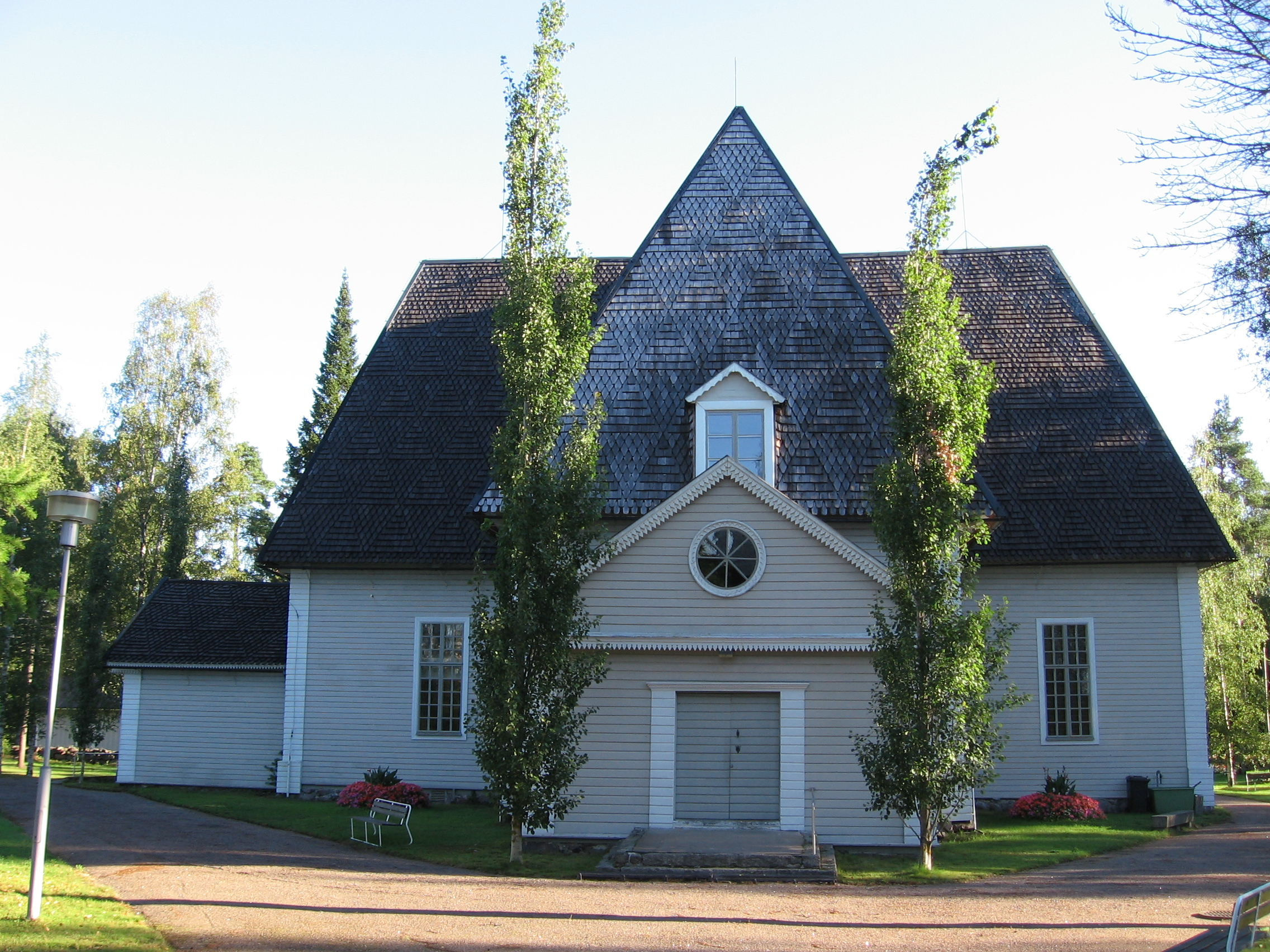
Elimäen kerk, Finland
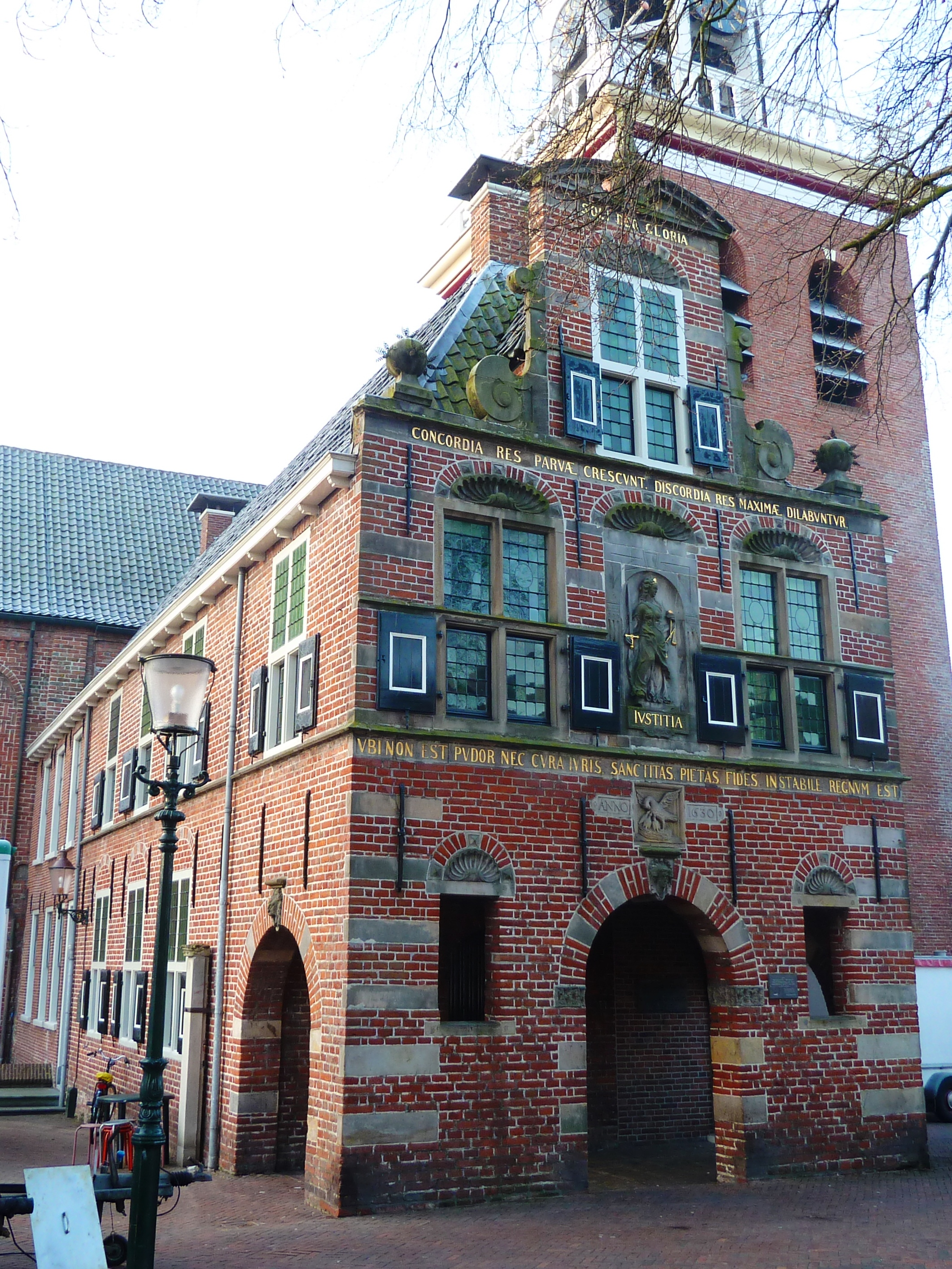
Raadhuis van Appingedam
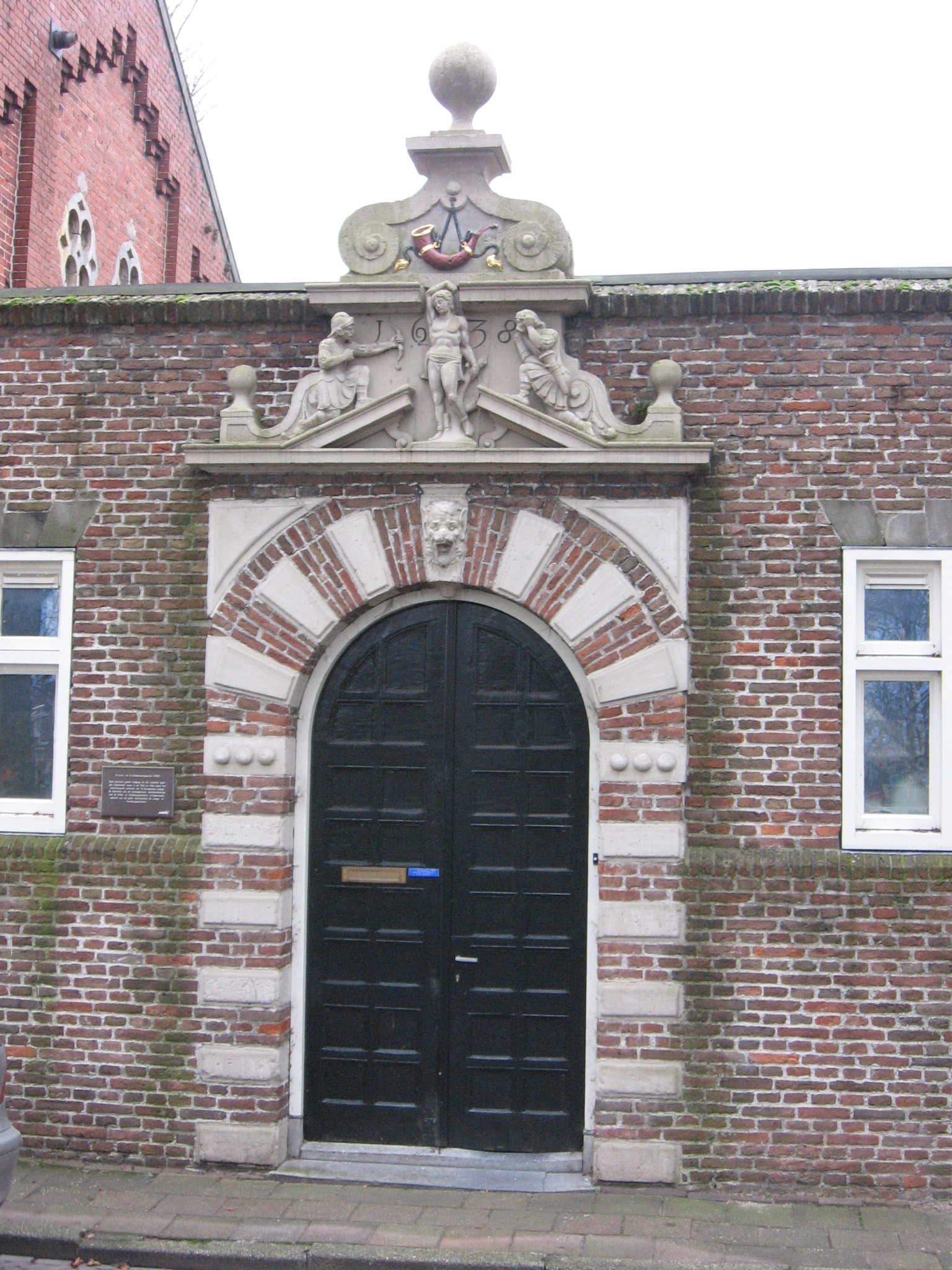
Sint-Joris en Sint-Sebastiaanspoortjes in Hoorn

## Geboren
maart
- 23 - Frederik Ruysch, Nederlands anatoom, zoöloog en botanicus (overleden 1731)

september
- 5 - Lodewijk XIV, koning van Frankrijk (overleden 1715)

november
- 25 - Catharina van Braganza, Portugees prinses; echtgenote van Karel II van Engeland (overleden 1705)

## Overleden
mei
- 6 - Cornelius Jansenius (52), Nederlands priester en theoloog

juni
- 17 - Maurits Frederik van Nassau-Siegen (17), Duits graaf en officier in het Staatse leger

augustus
- 12 - Johannes Althusius (81), Duits calvinist

november
- 11 - Cornelis Cornelisz. van Haarlem (76), Nederlandse kunstschilder

december
- 23 - Barbara Longhi (86), Italiaans schilderes

datum onbekend
- Willem Janszoon Blaeu (67), Nederlandse cartograaf.